# Црква Светих архангела у Горњој Трнави
Црква Светих архангела у Горњој Трнави, насељеном месту на територији Градске општине Црвени крст, припада Епархији нишкој Српске православне цркве.
Црква посвећена Светим архангелима подигнута је 1885. године, када су Темељи овога храма су откривени и када је направљен мали параклис. Године 1996. саграђена је нова црква, којој је потребна санација.